# グレートソード

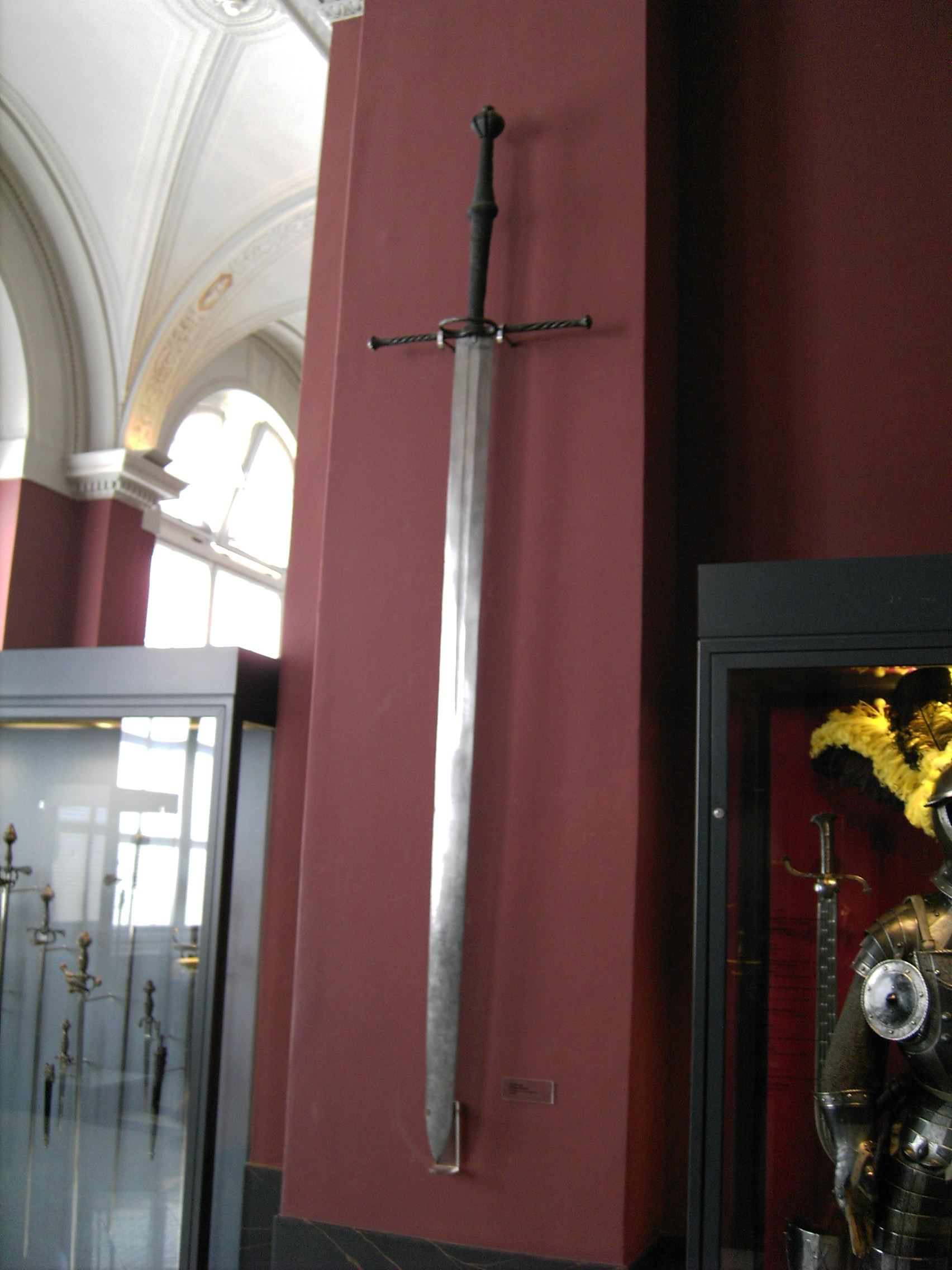
ドレスデンのツヴィンガー宮殿付属武器博物館に展示されている両手持ちの大剣

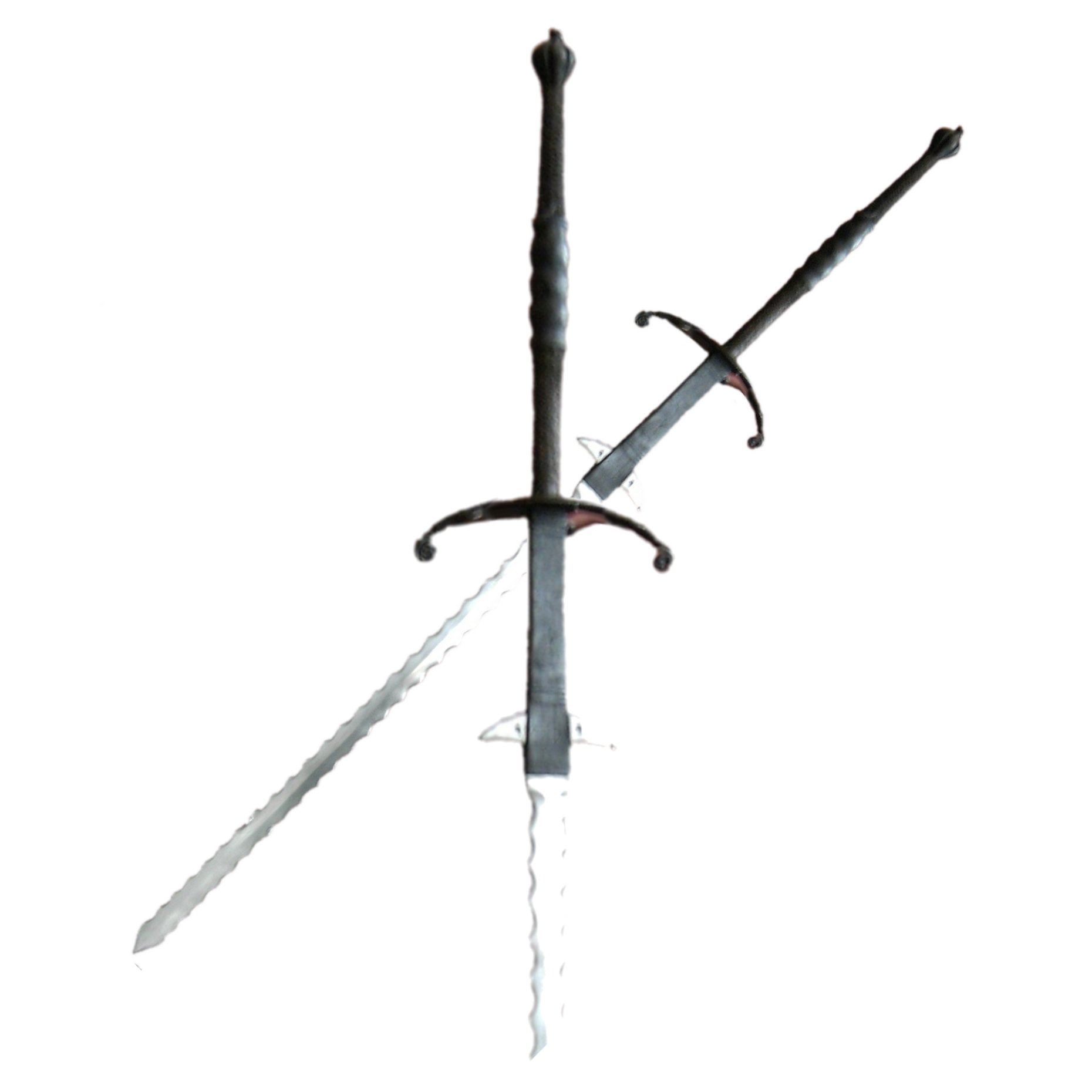
ランツクネヒトの使用した両手持ちの大剣、ツヴァイヘンダー

グレートソード（英: Great sword）は、ヨーロッパの武器の一つで剣の中でも特に大きなものを指す。ただし、史実の刀剣にはこのようなカテゴリは存在せず、明確な定義はない。

## 概要
史実上にも何に使われたのかすら定かではないような巨大な剣が特注で作られたことはしばしばあり、その中には200センチメートルを超えるようなものも存在した。大抵のツーハンデッドソード（両手剣）の長さは100〜180センチメートルである。グレートソードはその中でも大きな物を指すとも言えるが、見た者が「大きな剣」と思ったらそれはすべてグレートソードである。定義はきわめて主観的である。
- 質量を生かして前方に放り投げるように突きを放つ。
- 大きく振りかぶって叩きつけるように振る。

こうした巨大な両手剣は、槍やハルベルトの柄を断ち切るために特注されたのではないかという意見もある。例えば16世紀ドイツで活躍した傭兵部隊、ランツクネヒトは、ツヴァイヘンダーと呼ばれる両手剣を敵兵の槍を切り落とす用途で活用した。
教会や寺社には非常に長い（2〜5メートルの）刀剣が残っていることがあるが、これは戦勝祈願などで奉納されたものであり実戦で使われていたものではない。

## フィクションの題材として
ファンタジーを主題としたテーブルトークRPGやコンピュータRPG、ライトノベル、漫画などでは、しばしばグレートソードやそれに類する巨大な剣が登場する。登場する作品を挙げれば枚挙に暇がないが、例えばグループSNEのテーブルトークRPG『ソード・ワールドRPG』や、同作と世界設定を共有する水野良のライトノベル『ロードス島戦記』では、グレートソードの名称が一般的な両手剣のカテゴリとして登場する。また三浦建太郎の漫画『ベルセルク』では、主人公のガッツが扱う身の丈よりも巨大で重厚な刃を持つ剣「ドラゴンころし」が登場する。